# Tohana
Tohana là một thành phố và là nơi đặt ủy ban đô thị (municipal committee) của quận Fatehabad thuộc bang Haryana, Ấn Độ.

## Địa lý
Tohana có vị trí 29°42′B 75°54′Đ / 29,7°B 75,9°Đ Nó có độ cao trung bình là 224 mét (734 feet).

## Nhân khẩu
Theo điều tra dân số năm 2001 của Ấn Độ, Tohana có dân số 51.518 người. Phái nam chiếm 53% tổng số dân và phái nữ chiếm 47%. Tohana có tỷ lệ 61% biết đọc biết viết, cao hơn tỷ lệ trung bình toàn quốc là 59,5%: tỷ lệ cho phái nam là 67%, và tỷ lệ cho phái nữ là 55%. Tại Tohana, 15% dân số nhỏ hơn 6 tuổi.